# サン電子
サン電子株式会社（サンでんし、英: SUNCORPORATION）は、通信機器・パチンコ関連機器・ゲームソフトなどを扱うメーカー。
ゲームソフトはSUNSOFTブランド、通信機器・パチンコ関連機器はSUNTACブランドで知られる。
なお、テレビ用アンテナなどの映像情報機器の製造・販売を行っている同名の企業・サン電子（本社・東京都新宿区）、及び電子機器の製造を行っている企業・サン電子工業（本社・大阪府四條畷市）、スイッチング電源やアミューズメント機器の製造を行っている企業・サン電子工業（本社・埼玉県秩父市）、超音波洗浄装置や加熱装置、石英加工装置の製造を行っている企業・ヒメジ理化イノテック（本社・山形県上山市）の旧社名・新サン電子などとは、無関係である。ゲームソフトブランドの“SUNSOFT”は、かつてサン・マイクロシステムズが使用していたソフトウェアのブランドである“SunSoft”と同じだが、当社の米国法人がNintendo Entertainment Systemへの参入を機に、“sunsoft”の商標利用をサン・マイクロシステムズにゲーム機専用タイトル向けの利用許諾を得る為の関係だけに留まっている。

## 概要

SUNSOFTブランドロゴ

1971年（昭和46年）、会社設立。現在の本店所在地に本社があった。設立時は立石電機（現・オムロン）の自動券売機を受託製造していた。1974年（昭和49年）にはパチンコホール用コンピュータを開発し、販売を開始。1978年（昭和53年）にはアーケードゲーム市場に参入。1983年（昭和58年）にファミリーコンピュータが発売されると、2年後の1985年（昭和60年）に同社製作のアーケードゲーム『アラビアン』の移植作品である『スーパーアラビアン』で家庭用ゲーム機市場にも参入した。
「SUNSOFT」ブランドで展開するゲームコンテンツ事業においては、2001年（平成13年）よりアメリカのアクティビジョン（現・アクティビジョン・ブリザード）が開発したパズルゲーム『上海』の日本国内における総代理店となっている。
また、かつてはナイトメア・プロジェクトや俺!プロジェクトといった制作チームが存在しており、それぞれテキストホラーアドベンチャーや女性向けBLゲームなどを制作していた。
一方で、サンソフトは自由なゲーム作りができなくなったことでそれに失望した社員も多く出たといい、様々な分野に挑戦しては失敗が続いていた。サン電子も2019年3月期まで2期連続で営業赤字を計上するなど、経営が思わしくなかった。その矢先の2020年、大株主の香港ファンド・オアシスマネジメントが当時の社長・山口正則をはじめとする取締役の解任と刷新を提案する。当時の役員の反対にかかわらず、臨時株主総会にて可決され、交代が実現、新しい役員たちからは『いっき』をはじめとするサンソフトの過去作品の活用を提言され、「サンソフト復活プロジェクト」が始まった。
ゲーム以外に関しては2007年（平成19年）、携帯電話販売店向けのデータ転送装置などを開発していたイスラエルのセレブライト社を買収すると、2009年（平成21年）に同社がデジタル・フォレンジック機器に参入。2020年（令和2年）にはアメリカでデジタル・フォレンジック事業を展開するブラックバッグ・テクノロジーズ社を買収し、同事業の強化を図っている。ほか、語学学習の復唱などを目的として開発されたICレコーダー付きラジオ「トークマスター」を製造販売していた。

## 沿革
- 1971年（昭和46年）4月16日 - 「サン電子株式会社」を設立
- 1974年（昭和49年）5月 - パチンコホール用コンピュータを開発し、販売開始
- 1978年（昭和53年）
  - 10月 - 業務用(アーケード用)テーブル型ビデオゲーム機を開発し、販売開始
  - 12月 - パソコン「READY1」を開発
- 1980年（昭和55年）
  - 3月 - パチンコ制御基板を開発し、販売開始
  - 5月 - 音声合成技術を採用した業務用ゲーム機「スピーク&レスキュー」を開発し、販売開始
- 1983年（昭和58年） - 米国家庭用ゲーム機（アタリ）向けソフトを開発し、販売開始
- 1984年（昭和59年）4月 - パソコン「SUNTAC-PC」シリーズを開発販売
- 1985年（昭和60年）
  - 7月 - 家庭用ゲーム機（任天堂ファミコン)向けソフトを開発し、販売開始
  - 12月 - モデム「マイルーパー300」を開発し、販売開始
- 1987年（昭和62年） - IBM互換機向けチップセットを開発し、販売開始
- 1988年（昭和63年）12月 - アイワ化成株式会社（現・イードリーム（eDream）株式会社）を買収
- 1990年（平成2年）4月 - サンコミュニケーションズ設立
- 1991年（平成3年）4月 - ノート型パソコン「VANY」を開発し、販売開始
- 1993年（平成5年） - パチンコホール用コンピューターシステムにLAN方式を導入
- 1994年（平成6年）
  - 4月 - 自社ブランドモデム「SUNTAC」シリーズ発売開始
  - 11月22日 - Cyan開発のアドベンチャーゲーム「MYST」のセガサターン版を販売開始
- 1995年（平成7年） - アーケード用ゲーム機「バーチャルバッティング」を開発し、発売開始
- 1996年（平成8年） - ネットワーク型サッカーゲーム「サッカーネーション」を開発し、発売開始
- 2002年（平成14年）
  - 1月 - 子会社のイードリームにて、ISO9001を取得
  - 1月 - モバイルデータ通信カードを利用したルーター「Rooster」を開発し、販売開始
  - 3月20日 - 日本証券業協会（現・ジャスダック）に株式を店頭登録。証券コード - 6736
  - 4月 - COMTEC JAPANに、日本初のインターネットラジオ「BiBio」を出展
  - 8月 - ISO14001認証を取得
- 2003年（平成15年）
  - 4月 - AM/FMラジオチューナー付きICレコーダー「トークマスター」を開発し、販売開始
  - 8月 - 携帯電話向けゲーム専用サイト「上海iパズル」を開設
- 2005年（平成17年）10月 - ポッドキャストのコンテンツ＆サーバー・サービス事業を開始
- 2007年（平成19年）7月 - イスラエルのCellebrite Mobile Synchronization Ltd.を子会社化
- 2008年（平成20年）
  - 4月 - 連結子会社だった株式会社サンコミュニケーションズを吸収合併
  - 11月 - Cellebrite GmbH（バイエルン）開設
  - 12月 - 中国・上海市に『依地贸易（上海）有限公司』設立
- 2009年（平成21年）
  - 11月4日 - 株式会社ニフコ傘下の株式会社ニフコアドヴァンストテクノロジー（株式会社ブルーム・テクノ）を子会社化
  - 12月 - 事業停止した日本テレネットの知的所有権を取得。
※その後、株式会社シティコネクションに売却後、現在は株式会社エディアが保有している。
  - 同月 - 中国・上海市に『依地贸易（上海）有限公司』設立
- 2010年（平成22年）
  - 3月 - SUNTACブランドの一般向けコンシューマー製品の製造および販売に関する事業を株式会社プロテックへ事業譲渡
  - 4月 - ジャスダック証券取引所と大阪証券取引所の合併に伴い、大阪証券取引所JASDAQ市場に上場
  - 10月 - 大阪証券取引所の市場再編に伴い、大阪証券取引所JASDAQ（スタンダード）市場に上場
- 2012年（平成24年）4月1日 - 子会社の株式会社ブルーム・テクノを吸収合併
- 2013年（平成25年）
  - 3月 - 株式会社藤商事と資本、および業務提携
  - 4月 - Cellebrite APAC（シンガポール）開設
  - 7月 - Cellebrite LATAM（サンパウロ）開設
  - 7月 - 東京証券取引所と大阪証券取引所の合併に伴い、東京証券取引所JASDAQ（スタンダード）市場に上場
  - 9月 - 三田開発センター（東京都港区）開設
- 2014年（平成26年）
  - 2月 - Cellebrite UK（ロンドン）開設
  - 5月 - SUNCORP USA,Inc.開設
- 2015年（平成27年）
  - 1月 - Cellebrite France（パリ）開設
  - 3月 - Cellebrite Canada（ブリティッシュコロンビア）開設
  - 8月 - イスラエルのBacsoft, Ltd.を子会社化
  - 9月 - Cellebrite China（北京）開設（2021年8月清算）
- 2016年（平成28年）4月 - 設立45周年
- 2017年（平成29年）7月 - Cellebrite Australia（シドニー） 開設
- 2018年（平成30年）1月 - 本社事務所を愛知県名古屋市中村区のグローバルゲートに移転[11]
- 2019年（平成31年）1月 - Cellebrite India（ニューデリー）開設
- 2020年（令和2年）
  - BlackBag Technologies, Inc.を連結子会社化
  - 5月 - 簡易新設分割により、株式会社SUNTACを設立[12][13]
  - 7月 - 株式会社SUNTACの株式のうち36%をJALCOホールディングス株式会社に譲渡[14]
  - 8月 - O2O事業部門（iToGo事業）を株式会社ジャストプランニングに事業譲渡[15]。
  - 10月 - 株式会社SUNTACの株式の50%をJALCOホールディングス株式会社に譲渡し、非子会社化[14]
  - 12月 - Cellebrite digital Intelligence LP（デラウェア）開設
- 2021年（令和3年）
  - 3月 - Cupcake Merger Sub,Inc（米国）開設（2021年8月De-SPACによる合併で消滅）
  - 8月 - Cellebrite DI Ltd.　Nasdaq Global Select Marketに国内初となるDe-SPACによる上場を果たす
  - 11月 - ナイトメア・プロジェクトのオリジナルメンバーにナイトメア・プロジェクトのゲーム事業を譲渡し、株式会社ナイトメアスタジオとして独立[16]。
- 2022年（令和4年）
  - 2月 - 東京事業所を秋葉原から浜離宮に移転し三田開発センターを統合
  - 4月 - 東京証券取引所の市場区分見直しに伴い、東京証券取引所スタンダード市場に上場
- 2023年（令和5年）
  - 2月 - 本社事務所を名古屋ビルディング桜館に移転
  - 11月 - イスラエルのサイバー脅威インテリジェンス大手Sixgill社と戦略的販売パートナーシップ契約を締結[17]。
- 2024年（令和6年）
  - 6月10日 - 同日から同年8月15日までの間、トゥルー・ウィンド・キャピタル・マネジメントが株式公開買付け（TOB）を実施[18][19][20]。
  - 8月22日 - トゥルー・ウィンド・キャピタル・マネジメントによるTOBが成立。同日付で第2位の株主となった[21]。

## 主な製品

### 情報通信関連
- 携帯電話販売店向けデータトランスファー及び犯罪捜査機関向けデジタルインテリジェンスソリューション
- M2M関連機器（Roosterシリーズ、置くだけセンサー）

### エンターテイメント関連
- パチンコ・トータルホールコンピューターシステム（DUO STATION、DUO WARE、TRYSEM）
- 遊技台情報演出パネル（PREVO、PREVOα、PREVO EX、PREVO SE、PREVO V）
- 各台計数機システム（ラクーナ）
- 電子認証システム協議会（認証協）iClearシステムの製品
- 賞品管理、会員管理、貯玉管理システム
- パチンコ制御基板

### ゲームコンテンツ（SUNSOFTブランド）
あ行 
- アトランチスの謎
- アウトライブシリーズ
- Ark of Charon[22]
- アストラスーパースターズ
- アディアンの杖
- アフターバーナー - ファミコン版。オリジナルはセガ。
- アラビアン - ファミコン版はスーパーアラビアン。
- アルバートオデッセイシリーズ
- 一夜怪談
- いっきシリーズ
- エイリアンシンドローム - ファミコン版のみ。セガの同名アーケードゲームの移植。
- S彼!俺のドSヴァンパイア
- おいしいパズルはいりませんか
- おーちゃんのお絵かきロジック（英語版）シリーズ
- オズの国の歩き方
- OP8♪（オーピーエイト）
- オラクルの宝石 Jewels of the Oracle
- 俺!プロジェクト
- 俺プリ!〜俺が学園のお姫様!?〜
- 俺スタ!〜俺とアイツがアイドルスター★〜
- 俺プリ×Cross!〜俺が学園のお姫様!?〜
- 〜俺を禁縛る禁断の血液型〜ブラプリ!
- 天城紫苑 - 『CLIP HOUSE』は1997年サンソフト事業部と同じ連絡先アドレスを共有していました。

 か行 
- かんしゃく玉なげカン太郎の東海道五十三次
- カンガルー
- ギミック!
- ギャラクシーファイトシリーズ
- Out of Galaxy 銀のコーシカ
- クイズの星
- ククロセアトロ 〜悠久の瞳〜
- グレムリン2 新・種・誕・生 ゲームボーイ/ファミリーコンピュータ用。
- クロックタワー3
- ゲームの達人シリーズ
- ケモ彼!〜俺たちのBL病棟〜
- ごくメン!〜お嬢な俺とイケメンマフィア〜

 さ行 
- Xak - スーパーファミコン版。オリジナルはマイクロキャビン。
- ザ・ギネス - アーケード版
- 紫禁城 - メガドライブ・ゲームギア用パズルゲーム。オリジナルはスキャップトラストが1990年に発売したPC-8801版。
- SUNSOFT is Back! レトロゲームセレクション
- シティーハンター
- 上海シリーズ - ファミコン/アーケード版。オリジナルは米国・アクティビジョン社のMacintosh版。
- 上海 Refresh
- 雀神クロニクル - SNSゲーム。
- 少年忍者サスケ
- ストーンウォーカーズ
- スピーク&レスキュー - 日本初の音声合成ゲーム。
- スーパーファンタジーゾーン
- スーパーボーイ・アラン
- 赤龍王
- Seventh blood vampire

 た行 
- DARK ECLIPSE
- 地底大陸オルドーラ
- 超惑星戦記 メタファイト
- であえ殿さま あっぱれ一番
- 第3惑星
- デッドゾーン
- Tomak 〜save the earth〜
- トラフィックジャイアント
- トリップワールド

 な行 
- ナゾラーランドシリーズ
- なんてったって!!ベースボール

 は行 
- バーコードワールド
- ハードエッジ
- バットマンシリーズ
- パノラマコットン
- バトルフォーミュラ
- ファンタジーゾーン - ファミコン版。オリジナルはセガ。
- フォトジェニック
- ブラスターマスター
- フラッシュバック - オリジナルはフランスのデルフィン・ソフトウェア。
- プリプリ Primitive Princess!
- プリンセス・アイ物語
- ぺったんピュー
- へべれけシリーズ
- 弁慶外伝シリーズ
- 炎の闘球児 ドッジ弾平ファミコン/スーパーファミコン版。
- ボンバーキング シナリオ2

 ま行 
- マーカム - アーケード版
- マドゥーラの翼
- 麻雀ステーションMAJIN 〜麻神〜 シリーズ
- MYST - オリジナルはCyan。
- 水戸黄門シリーズ
- メタファイトEX
- メモリアル☆シリーズ
- メルヘンヴェール - ファミコンディスクシステム版。オリジナルはシステムサコム。

 や行 
- 歪みの国のアリス

 ら行 
- ラフワールド
- ルート16 - アーケード版
- ルート16ターボ - ファミコン版
- ルーニー・テューンズシリーズ
- リップルアイランド
- レミングス - スーパーファミコン/メガドライブ/PCエンジン版。オリジナルはPsygnosis、英・DMA Design社。

 わ行 
- ワールドカップUSA '94
- ワールドヒーローズ - スーパーファミコン版。オリジナルはADK。パッケージイラストは大森英敏が担当。
- わくわく7

 パチンコ・パチスロゲーム 
- 必殺パチンコBOYシリーズ
- 必殺パチンココレクションシリーズ
- 必殺パチンコステーションシリーズ
- 必勝パチスロステーションシリーズ
- 必殺パチスロエヴォリューションシリーズ
- 必殺パチンコエヴォリューションシリーズ

### デジタル関連機器（SUNTACブランド）
- AV MULTI STATION（AVセレクター）
- iPod用周辺機器
- FMトランスミッター
- モデム・モバイル通信カード / ケーブル
- モバイル通信カード用変換ユニット(Slipperシリーズ)
- モバイルワンダーゲート - ワンダースワンとNTTドコモのmovaを接続させるためのソフト、及び通信コネクター。

 デジタルオーディオプレーヤー / レコーダー 
- BiBio - 据置型MP3プレイヤー & インターネットラジオチューナー。
- AQA026 - 防水MP3プレーヤー。
- TalkMasterシリーズ - ラジオチューナー搭載MP3レコーダー。
- BossMaster - 据置型ラジオICレコーダー。
- Be!Master - 携帯型SDカードプレイヤー。

### その他
- ARソリューション（ARスマートグラスAceRealOne)

### かつて行っていた事業
- O2Oソリューション（飲食店向けサービスiToGo） - ジャストプランニングに事業譲渡

## グループ会社
- イードリーム株式会社 - ABS造形品製作、プラスチック用金型製作、射出成形、プリント基板実装、電子機器組立、エンプラワイヤー製作などを手掛ける。
- Cellebrite DI Ltd.（英語版）（イスラエル）- モバイルデータトランスファー機器及びソリューションサービスの開発・製造・販売
- Cellebrite Inc. [略称：USA]（アメリカ・ニュージャージー）
- Cellebrite GmbH（ドイツ・バーダーボルン）
- Cellebrite Asia Pacific Pte Ltd. [略称：APAC]（シンガポール）
- Cellebrite Soluções Technol'ogicas Ltda. [略称：LATAM]（ブラジル）
- Cellebrite UK Limited [略称：UK]（イギリス・ロンドン）
- Cellebrite France SAS [略称：France]（フランス・パリ）
- Cellebrite Canada Mobile Data Solutions Ltd. [略称：Canada]（カナダ・バンクーバー）
- Cellebrite Australia Pty Limited[略称：Australia]（オーストラリア・シドニー）
- Cellebrite Japan株式会社（東京都港区）
- Cellebrite Digital Inteligence Solutions Private Limited[略称：India]（インド・ニューデリー）
- Cellebrite digital Intelligence LP（アメリカ・デラウェア）
- Cellebrite Saferworld, Inc.（アメリカ・デラウェア）
- BlackBag Technologies, Inc.（アメリカ・カリフォルニア）
- Bacsoft, Ltd.（イスラエル） - IoTソリューションの企画・開発・販売
- Bacsoft Peru SAC（ペルー）

## 出身者
- 長谷川敏基（株式会社ドラス代表取締役社長）
- 北角浩一（株式会社日本一ソフトウェア取締役会長）
- 小高直樹（大同大学教授）
- 森賢司（漫画家・イラストレーター）